# Філомелід
Філомелід (грец. Φιομεληιδης, лат. Philomeleides) — лесбоський володар, якого Одіссей подолав у змаганні. До того Філомелід убивав у кулачному двобої кожного чужоземця, який опинявся в його володіннях.